# Бахтыбаев, Хайрулла Карыбаевич
Хайрулла Карыбаевич Бахтыбаев, другой вариант фамилии — Бактыбаев (каз. Бақтыбаев Хайролла; Хайрол Карыбаевич Бахтыбаев; 20 января 1925 года) — плавильщик Усть-Каменогорского свинцово-цинкового комбината имени В. И. Ленина Министерства цветной металлургии СССР, Восточно-Казахстанская область. Участник Великой Отечественной войны и Герой Социалистического Труда.

## Биография
Хайрулла Бахтыбаев родился 20 января 1925 года в селе Покровка Семипалатинской губернии Киргизской АССР(ныне аул Манырак Тарбагатайского района Восточно-Казахстанской области Казахстана). В июле 1941 года начал работать чабаном в родном селе. В сентябре 1942 года призван в армию и отправлен в пехотное училище по подготовке младших командиров в Ташкент (Узбекская ССР). В 1943 году младший сержант Хайрулла Бахтыбаев был командиром отделения 6-й стрелковой роты 454-го стрелкового полка 100-й стрелковой дивизии 60-й армии 1-го Украинского фронта. Он участвовал в боях за освобождение таких городов Украины, как Киев, Житомир, Каменец-Подольский. Награждён орденом Красной Звезды. В 1944 году был командиром расчета гвардейского миномета БМ-13 3-го Украинского фронта, принимал участие в освобождении Румынии, Венгрии и Австрии. В 1947 году демобилизован из армии.
В 1947 году Хайрулла Бахтыбаев начал работать чабаном колхоза «Завет Ильича». В 1951 году стал литейщиком, а затем плавильщиком Усть-Каменогорского свинцово-цинкового комбината имени В. И. Ленина (ныне «Казцинк») в городе Усть-Каменогорск Восточно-Казахстанской области Казахской ССР. Вскоре стал одним из лучших плавильщиков завода и не однократно перевыполнял взятые обязательства по выполнению плана. Особенно высоких показателей добился в годы восьмой пятилетки, дав сверх плана продукции на сумму более 667 тысяч рублей. 30 марта 1971 года указом Президиума Верховного Совета СССР за выдающиеся успехи, достигнутые в развитии цветной металлургии Хайрулло Бахтыбаеву присвоено звание Героя Социалистического Труда с вручением ордена Ленина и золотой медали «Серп и Молот».
В 1962 году вступил в Коммунистическую партию Советского Союза. Избирался депутатом Усть-Каменогорского городского Совета народных депутатов, а также был членом областного комитета КПСС и ЦК профсоюза рабочих металлургической промышленности. В 1975 году вышел на пенсию.
1 июля 2015 года решением Восточно-Казахстанского областного маслихата Хайрулле Бахтыбаеву присвоено звание «Почётный гражданин Восточно-Казахстанской области».

## Награды
- Орден Красной Звезды, 12 августа 1944 года[5]
- Орден Трудового Красного Знамени, 9 июня 1961 года
- Орден Ленина, 30 марта 1971 года
- Медаль «Серп и Молот», 30 марта 1971 года
- Орден Отечественной Войны II степени, 11 марта 1985 года
- Орден «Курмет»
- Знак «Почётный металлург»